# قلعه سرخ حصار
قلعه سرخ حصار مربوط به دوران‌های تاریخی پس از اسلام است و در شهرستان تایباد، بخش باخرز، روستای پشت آباد واقع شده و این اثر در تاریخ ۵ آذر ۱۳۷۹ با شمارهٔ ثبت ۲۹۰۶ به‌عنوان یکی از آثار ملی ایران به ثبت رسیده‌است.